# Egongling
Egongling (kinesiska: 鹅公岭, 鹅公岭苗族侗族乡) är en socken i Kina. Den ligger i provinsen Hunan, i den södra delen av landet, omkring 340 kilometer sydväst om provinshuvudstaden Changsha.
Genomsnittlig årsnederbörd är 1 744 millimeter. Den regnigaste månaden är maj, med i genomsnitt 268 mm nederbörd, och den torraste är december, med 63 mm nederbörd.